# 羅斯海鼠尾鱈
羅斯海鼠尾鱈，為輻鰭魚綱鱈形目鼠尾鱈科的其中一種，分布於南冰洋羅斯海海域，屬深海底棲性魚類，體長可達58.9公分，棲息在底層水域，生活習性不明。

## 扩展阅读
維基物種上的相關：羅斯海鼠尾鱈